# PDE-3-Hemmer
Phosphodiesterase-3-Hemmer sind eine Untergruppe von Medikamenten aus der Gruppe der Phosphodiesterase-Hemmer, die zugelassen sind zur Therapie der akuten Herzinsuffizienz bei fehlendem Ansprechen von Katecholaminen durch Down-Regulation der Rezeptoren am Myokard.
Bisher zugelassene Arzneistoffe sind Amrinon, Cilostazol, Milrinon und Enoximon. Zur Anwendung am Hund ist der Wirkstoff Pimobendan zugelassen.

## Indikation
Behandlung der akuten Herzinsuffizienz und des kardialen Schocks.

## Geschichte
Der erste entdeckte PDE-3-Hemmer war das Amrinon. Dessen pharmakologischen Eigenschaften wurden erstmals 1978 von Alfred Emil Farah und von Adawia Alousi belegt. 1983 konnte Ronald E. Weishaar den beschriebenen Wirkungsmechanismus nachweisen. Ab 1984 wurde Amrinon unter dem Handelsnamen „Wincoram“ auf dem deutschen Markt vertrieben. Nachfolger waren 1990 das Imidazolderivat Enoximon („Perfan“) und als PDE-III-Inhibitor der 2. Generation vom Bipyridintyp im Juli 1993 Milrinon („Corotrop“).

## Wirkungsmechanismus
Durch Hemmung der Phosphodiesterase-3 kommt es zur Erhöhung des second Messenger cAMP. Dadurch werden Proteinkinasen aktiviert und Calciumkanäle phosphoryliert, wodurch der Calcium-Einwärtsstrom während der Plateauphase des Aktionspotentials zunimmt und vermehrt Calcium aus dem Sarkoplasmatischen Retikulum freigesetzt wird. Die Wirkung im Herzmuskel ist positiv inotrop, das heißt, die Kontraktionskraft (Inotropie) des Herzmuskels wird gesteigert. Außerdem wird noch die Wiederaufnahme von Calcium in intrazelluläre Speicher (sarkoplasmatisches Retikulum) beschleunigt. Die PDE-3-Hemmer haben also auch eine positiv lusitrope Wirkung, das heißt, sie erhöhen die Erschlaffungsgeschwindigkeit, erleichtern die Muskelrelaxation. Weiters haben sie noch eine vasodilatatorische Wirkung und gehören somit zur Gruppe der Inodilatoren.

## Nebenwirkungen
Reversible Thrombopenie, Erhöhung der Transaminasen, Arrhythmien

## Anwendungsdauer
Da sich die Wirkung allmählich abschwächt und es überdies zu einer ungeklärten Zunahme der Sterblichkeit bei Patienten mit Herzinsuffizienz kommt, sind PDE-3-Hemmer nur für die Kurzzeitanwendung (nicht länger als 14 Tage) zugelassen.